# Аккайнар (Западно-Казахстанская область)
Аккайнар (каз. Аққайнар, до 2010 г. — Астраханкино) — село в Таскалинском районе Западно-Казахстанской области Казахстана. Входит в состав Мерейского сельского округа. Код КАТО — 276049200.

## Население
В 1999 году население села составляло 163 человека (83 мужчины и 80 женщин). По данным переписи 2009 года, в селе проживал 61 человек (31 мужчина и 30 женщин).